# The Lucifer Effect
The Lucifer Effect: Understanding How Good People Turn Evil és un llibre de 2007 que inclou el primer relat detallat i escrit del professor Philip Zimbardo sobre els esdeveniments que envolten l'⁣experiment de la presó de Stanford (SPE) de 1971: un estudi de simulació de presó que es va haver de suspendre només després de sis dies a causa de diversos resultats angoixants i trencaments mentals dels participants. El llibre inclou més de 30 anys d'investigació posterior sobre els factors psicològics i socials que donen lloc a actes immorals comès per persones d'una altra manera moral. També examina l'abús dels presoners a Abu Ghraib el 2003, que té similituds amb l'experiment de Stanford. El títol pren el seu nom de la història bíblica de l'àngel favorit de Déu, Llucifer, la seva caiguda en desgràcia, i la seva assumpció del paper de Satanàs, l'encarnació del mal. El llibre va ser breument a The New York Times No-Fiction Best Seller i va guanyar el 2008 William James Book Award de l'⁣American Psychological Association.

## Argument
El primer capítol tracta sobre el tema del títol de Llucifer i sobre la naturalesa de la transformació moral com a resultat de la interacció entre la disposició individual, la situació i els sistemes de poder. La major part del llibre, que abasta els capítols 2 al 9, consisteix principalment en una narració detallada dia a dia dels esdeveniments de l'experiment de Stanford. Aquesta narració està escrita, en gran part, en temps present literari i inclou diàlegs extrets de les transcripcions originals de l'experiment, acompanyats de diverses fotografies preses durant aquell període. El capítol 10 se centra en les dades recollides a l'SPE, mentre que el capítol 11 analitza les qüestions ètiques que van sorgir arran de l'experiment. La resta del llibre cobreix una sèrie de temes dins del camp de la psicologia social, com ara estudis similars com els experiments de conformitat d'Asch, l'⁣experiment Milgram, la investigació d'⁣Albert Bandura sobre el desenganxament moral, la investigació sobre l'⁣efecte espectador de John M. Darley i Bibb Latané, i el treball posterior del mateix Zimbardo sobre la desindividuació. També s'estudia la rellevància de l'experiment de Stanford per a esdeveniments com el motí de la presó d'Attica i la tortura i els abusos dels presoners a la presó d'Abu Ghraib a l'Iraq el 2003, amb un focus especial en la història del sergent Ivan Frederick. Zimbardo explica la seva experiència com a testimoni expert de la defensa en el judici militar de Frederick i ofereix la seva perspectiva sobre els factors que van portar un "soldat americà" a participar en la tortura de presoners. Al capítol final, explora el concepte d'heroisme i destaca els papers clau de Joe Darby, el denunciant dels abusos a Abu Ghraib, i Christina Maslach, l'estudiant de postgrau que el va convèncer de posar fi prematurament a l'experiment de Stanford. També ofereix consells per resistir situacions negatives.

## Ressenyes
Rose McDermott va escriure que el llibre "mereix ser una lectura obligatòria per a tots aquells interessats en la intersecció dels processos psicològics i la realitat política" i suggereix que diverses seccions serien excel·lents lectures assignades en els cursos de psicologia, com el capítol sobre l'heroisme i el capítol 12 "Investigar". Social Dynamics" que va anomenar "el millor, més perspicaç i concís resum de la història de la psicologia social que he llegit mai". Robert V. Levine va dir que "aquest important llibre hauria de ser una lectura obligatòria no només per als científics socials, sinó també per als polítics, els responsables de la presa de decisions, els educadors" i que la secció "[Abu Ghraib] només val el preu del llibre". Juan Manso-Pinto (Universitat de Concepción a Xile) en una ressenya en castellà va escriure que "L'efecte Llucifer, més que un llibre, és un manual de psicologia social sobre el mal" i que encara que "s'escriu en anglès, el seu llenguatge senzill i col·loquial" facilita la seva lectura". Stuart Wheeler va recomanar el llibre, qualificant-lo de "molt llegible".
Ervin Staub el descriu com "un llibre molt personal" i com un que "fa una valuosa contribució", però sobre el mateix experiment de la presó de Stanford, l'anomena un estudi de cas més que un experiment. Joachim I. Krueger (Universitat de Brown) va escriure que el llibre és "magnífic i oportú", però ofereix un examen crític de l'experiment de la presó de Stanford, dient que "si es jutja amb els estàndards convencionals, l'SPE no es qualifica d'un experiment" i, tornant la interpretació a una de disposició, va dir que "les situacions no 'superen' les persones sinó que revelen possibilitats latents".
El teòleg Richard Holloway va afirmar que la narració diària de Zimbardo sobre l'experiment era "massa extensa i detallada... les 250 pàgines del seu diari descompensen el llibre" i que "l'obra millora quan es dedica a aplicar les lliçons de l'experiment a altres contextos".

## Recepció
L'efecte Llucifer va ser l'11è a la llista de best-sellers de no ficció del New York Times durant la setmana que va acabar el 7 d'abril de 2007.

## Adaptacions
Philip Zimbardo va presentar el seu treball a The Lucifer Effect al TED2008.
La pel·lícula de 2015 The Stanford Prison Experiment es va basar en el diàleg presentat a The Lucifer Effect, que es basava en transcripcions de l'experiment original.